# Kokobera virus
Il virus Kokobera (Kokobera virus, KOKV)  è un arbovirus della famiglia Flaviviridae, genere Flavivirus, appartiene al IV gruppo dei virus a ((+) ssRNA). 
Il virus ha un genoma di 200 nucleotidi nella regione 3' terminale e 300 nucleotidi della regione 3' non tradotta (UTR).
Il virus è presente in Australia e Papua New Guinea. Occasionalmente nell'uomo determina malattie poliarticolari.
Il virus KOKV appartiene all'omonimo gruppo di virus costituito da tre specie del genere flavivirus.